# هذيبل (قفل شمر)

تعديل مصدري - تعديل

هذيبل هي إحدى قرى عزلة المخلاف بمديرية قفل شمر التابعة لمحافظة حجة، بلغ تعداد سكانها 238 نسمة حسب تعداد اليمن لعام 2004.